# Moderna
Moderna, Inc — американская биотехнологическая компания, занимающаяся разработкой лекарственных средств на основе матричной РНК (отсюда название: mode/RNA). Основана в 2010 году.

## Работа над вакциной против COVID-19
В середине мая 2020 года Moderna сообщала о первичных положительных результатах по разработке вакцины против COVID-19 MRNA-1273 (у испытуемых обнаружена выработка антител к вирусу), и о подготовке клинических испытаний.
В ноябре Moderna выпустила заявление об эффективности её вакцины от COVID-19 на 94,5 %.
25 ноября 2020 года Европейская комиссия сообщила, что одобрила контракт с фармацевтической компанией Moderna. По условиям сделки первоначально ЕС закупит 80 млн доз вакцины от COVID-19 и сможет запросить ещё столько же после того, как будет доказана эффективность и безопасность вакцины.
В 2021 году эксперты Всемирного конгресса вакцин признали препарат от Moderna лучшей в мире вакциной от коронавируса. Препарат от Moderna также одержал победу в категории «Лучшая новая технология/платформа вакцины». Тем не менее принцип, по которому происходил отбор, эксперты конгресса не уточнили.
Ранее Moderna получила разрешение Всемирной организации здравоохранения (ВОЗ) для использования в экстренных случаях. Группа экспертов отметила, что эффективность вакцины составляет 94,1 %, и рекомендовала её к применению для всех групп населения старше 18 лет.

## История
Компания была основана в 2009 году под названием Newco LS18, Inc., в следующем году сменила название на Moderna Therapeutics, а в 2018 году — на Moderna.
В октябре 2013 году получила 25-миллионный контракт от Управления перспективных исследовательских проектов Министерства обороны США на разработку средств защиты от естественных и искусственных патогенов и токсинов. В сентябре 2020 года то же ведомство заключило с компанией новый контракт на 56 млн долларов на разработку мобильного оборудования по производству вакцин.
В сентябре 2016 года Biomedical Advanced Research and Development Authority (Управление биомедицинских исследований Министерства здравоохранения США) заключила с компанией контракт стоимостью 126 млн долларов на разработку вакцины от вируса Зика; в апреле 2020 года то же ведомство предоставило 483 млн долларов на разработку вакцины от COVID-19. Также с 2016 года компания получала финансирование от Фонда Билла и Мелинды Гейтс.
21 июля 2021 года акции Moderna были включены в индекс S&P 500, заменив фармацевтическую компанию Alexion Pharmaceuticals, которую приобрела британская AstraZeneca.

## Собственники и руководство
- Нубар Афеян (род. в 1962 году) — сооснователь и председатель совета директоров. Предприниматель армянского происхождения, в 1999 году основал компанию венчурного финансирования Flagship Pioneering[англ.], которая выступила учредителем Moderna и ещё более 70 компаний. Также учредитель премии «Аврора»[9].
- Стивен Хоуг (Stephen Hoge) — президент; ранее был партнёром в McKinsey & Co[10].
- Стефан Бансель (Stéphane Bancel, род. 20 июля 1972 года) — главный исполнительный директор (CEO) с 2011 года, до этого занимал такой же пост во французской компании bioMérieux. Владеет 8 процентами акций Moderna[11].

## Деятельность
Производством препаратов занимаются сторонние контрактные организации, собственная фабрика в Норвуде (Массачусетс) производит только пробные партии для клинических испытаний. Основными подрядчиками по производству активных компонентов выступают Lonza Group (США и Швейцария) и National Resilience, Inc. (Канада), расфасовка осуществляется компаниями Catalent, Thermo Fisher Scientific, Sanofi и Baxter BioPharma в США, а также ROVI (Испания), Recipharm (Франция) и Samsung Biologics (Республика Корея). За 2021 год производство вакцины против COVID-19 составило 807 млн доз. Дистрибьютерские филиалы имеются в 11 странах, главный международный центр в Варшаве (Польша).
Основными покупателями продукции компании в 2021 году были Еврокомиссия (32 % выручки) и Министерство здравоохранения и социальных служб США (29 % выручки).
|                     | 2016   | 2017   | 2018   | 2019   | 2020   | 2021   |
| ------------------- | ------ | ------ | ------ | ------ | ------ | ------ |
| Оборот              | 0,108  | 0,206  | 0,135  | 0,060  | 0,803  | 18,471 |
| Чистая прибыль      | -0,216 | -0,256 | -0,385 | -0,514 | -0,747 | 12,202 |
| Активы              | 1,417  | 1,084  | 1,962  | 1,589  | 7,337  | 24,67  |
| Собственный капитал | -0,335 | -0,551 | 1,530  | 1,175  | 2,561  | 14,15  |

## Награды
- Национальная медаль США в области технологий и инноваций (2025)[13]